# In These Silent Days
In These Silent Days è il settimo album in studio della cantautrice statunitense Brandi Carlile, pubblicato nel 2021.
Nel 2022 ha pubblicato una seconda versione dell'album, dal titolo In the Canyon Haze, in chiave acustica.

## Descrizione
Prodotto da Dave Cobb e Shooter Jennings, l'album è stato registrato presso il RCA Studio A di Nashville in Tennessee nell'autunno 2020.

## Tracce
Testi e musiche di Brandi Carlile, Phil Hanseroth e Tim Hanseroth eccetto dove indicato.
1. Right on Time – 3:05 (Carlile, Dave Cobb, Hanseroth, Hanseroth)
2. You and Me on the Rock (featuring Lucius) – 3:50
3. This Time Tomorrow – 3:26
4. Broken Horses – 5:03
5. Letter to the Past – 3:40
6. Mama Werewolf – 3:41
7. When You're Wrong – 4:26
8. Stay Gentle – 2:28
9. Sinners, Saints and Fools – 4:32
10. Throwing Good After Bad – 4:07

## Classifiche
| Classifica (2021) | Posizione massima |
| ----------------- | ----------------- |
| Austria           | 63                |
| Canada            | 43                |
| Germania          | 73                |
| Stati Uniti       | 11                |
| Svizzera          | 12                |